# Fluffer
Trong ngành phim khiêu dâm, fluffer là người làm nhiệm vụ giữ cho dương vật diễn viên nam luôn cương cứng khi quay phim. Sau khi diễn viên đã cương dương, fluffer sẽ giữ cố định trạng thái đó để phục vụ cho việc ghi hình. Công việc này được coi là một phần trong khâu trang điểm và chuẩn bị hậu trường, người fluffer cũng không nhất thiết phải chạm vào diễn viên để làm việc. Để đạt yêu cầu, ngoài việc dùng fluffer, diễn viên có thể phải cần đến liếm dương vật hay các màn khơi gợi tình dục khác.
Một số diễn viên khiêu dâm như James Deen, Aurora Snow, Keiran Lee cho rằng ngày nay, người ta không cần dùng những fluffer nữa, nhờ sự trợ giúp từ thuốc Viagra hay công nghệ máy tính CGI. Một số khác thì cho biết fluffer thường chỉ dùng trong gang bang hay bukkake.